# تیما و تاهارا
شرایط عبری طومئا و طهارا (به انگلیسی: Tumah and taharah) به عنوان‌های "ناخالصی و خلوص" تحت قانون یهودی رجوع می‌کند. اسم عبری tum'ah (טָמְאָה) "ناخالصی" توصیف حالت ناخالصی مراسم تطهیر است. یک شخص یا شیء که قرارداد tumah گفته می‌شود tamei (صفت عبری، "رسوم نجس")، و در نتیجه برای kedusha خاص (فعالیت‌های مقدس) یا استفاده می‌شود تحت اقدامات تصفیه از پیش تعریف شده که معمولاً شامل گذشت زمان دوره مشخص نامناسب می‌باشد.